# Communauté tibétaine en France
La communauté tibétaine en France, aussi désignée sous le nom de Tibétains français, existe depuis les années 1960, après l'arrivée de 4 Tibétains en 1960, suivis d'un groupe de 20 jeunes tibétains.
En septembre 1992, s'ouvre à Paris un Bureau du Tibet. En 2019, 8 000 à 10 000 Tibétains sont installés en France sur les 150 000 répartis à travers le monde.

## Histoire
La première personne d'origine tibétaine ayant séjourné quelques années en France est Aphur Yongden, arrivé en France en 1925 avec Alexandra David-Néel, il est mort en 1955 à Digne-les-Bains.
C'est en 1960 qu'arrivent en France les quatre premiers Tibétains exilés. Il s'agit d'érudits : Dagpo Rinpotché et Thoupten Phuntshog, accompagnés d'un peintre et de son épouse. En octobre 1962, à la suite de la rencontre de Dagpo Rinpotché et de Paul Ortoli, avec l'aval du 14e dalaï-lama, et avec l’intervention d'André Malraux alors ministre d'État, chargé des Affaires culturelles du Gouvernement Georges Pompidou (1), 20 jeunes enfants tibétains, avec un couple de tuteurs sont envoyés en France par les villages Pestalozzi. Une partie d'entre eux feront des études universitaires, et la majorité travailleront en France. Parmi eux, Pasang Memmishofer à l'issue de ses études a rejoint la Suisse où elle est présidente de la Communauté tibétaine en Suisse,,,, comme le peintre Ugen-Tenzing Nuba. Une 3e vague de Tibétains sont des religieux venus en France dans les années 1970 pour répondre à une demande d'enseignement bouddhiste. Ce fut notamment le cas de Guendune Rinpoché, Phendé Rinpoché et Lama Gyourmé, venu en France avec Kalou Rinpoché à la demande du 16e Karmapa.
En septembre 1992, s'ouvre à Paris un Bureau du Tibet, représentation officielle du dalaï-lama et du gouvernement tibétain en exil.
En 1991 est fondée à Paris la Maison du Tibet, une association loi de 1901 ayant pour objet de sauvegarder et faire connaître la culture tibétaine en France. Depuis l'an 2000 elle organise le Festival culturel du Tibet et des peuples de l'Himalaya, un événement qui se tient en automne à la Pagode de Vincennes.

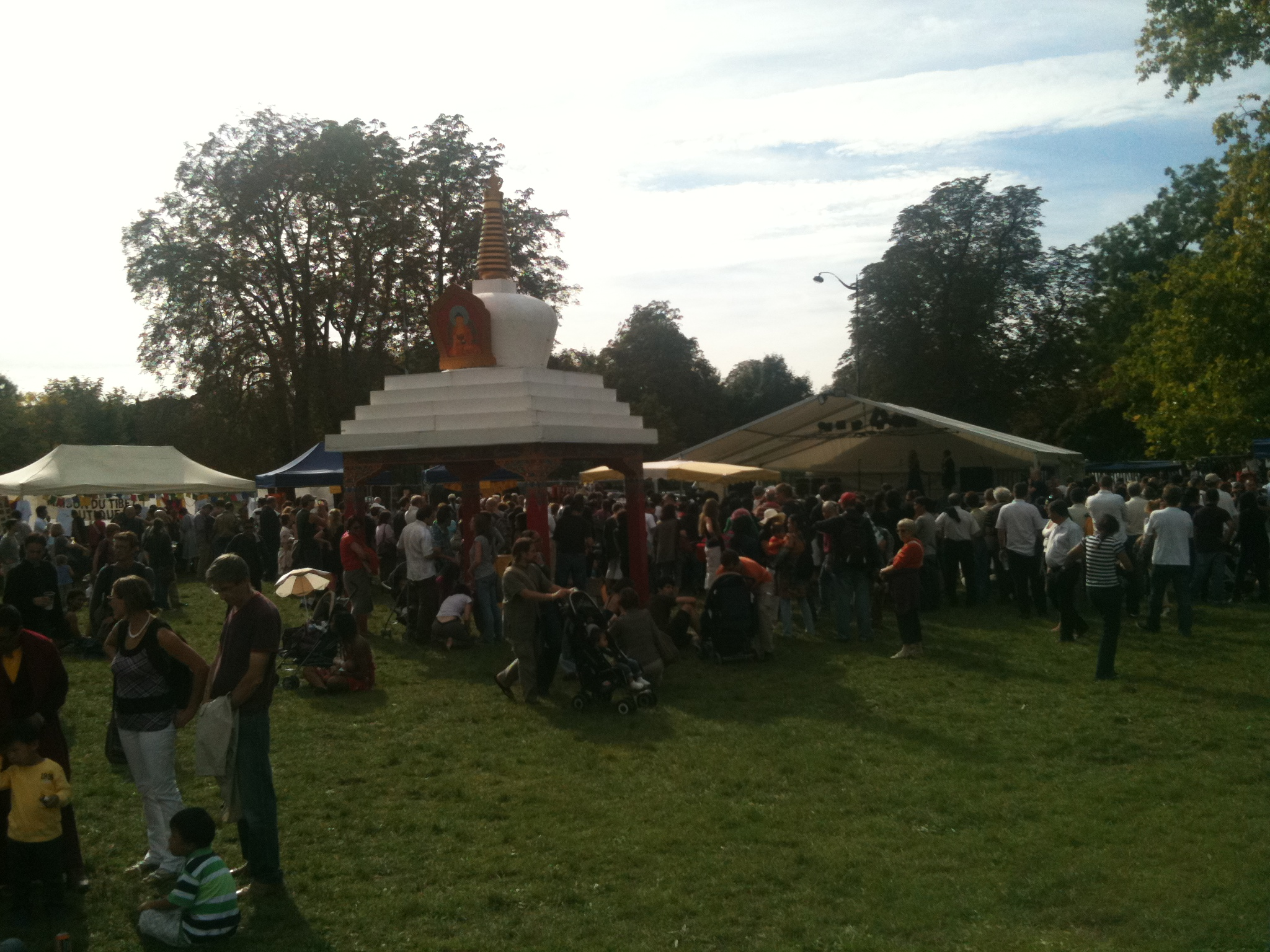
Festival culturel du Tibet et des peuples de l'Himalaya.

En 2014, une centaine de Tibétains passent la nuit sous le pont de Conflans-Sainte-Honorine, entraînant une manifestation de soutien le 30 décembre. Environ 80 d'entre eux étaient hébergés depuis le début de l'hiver au bateau-chapelle Je Sers avant leur logement provisoire salle Eugène-Lecorre par la mairie de Conflans.
Le 9 décembre 2015, la ministre Dicki Chhoyang en visite le France pour la COP21, rencontre des réfugiés tibétains accueillis à Conflans sur la péniche. Le même jour, Christian Souchon, président de l’association La Pierre Blanche, annonce que la préfecture a réquisitionné 50 places d’hôtel pour les Tibétains dormant sous des tentes.
Le 29 mai 2019, le démantèlement d'un camp de migrants avec des demandeurs d'asile tibétains par les autorités de la ville de Conflans-Sainte-Honorine, laisse de nombreux sans-abri, rapporte Radio France Internationale,. À partir d'août 2019, c'est environ 700 Tibétains qui se sont regroupés dans un campement sous des tentes à Achères à proximité de la forêt de Saint-Germain-en-Laye. Ils sont évacués en décembre 2019 pour être pris en charge dans des centres d'hébergements . En juin 2020, d'autres réfugiés tibétains, installés dans des camps de fortune entre Conflans-Sainte-Honorine et Neuville-sur-Oise, sont pris en charge. Ils sont aussitôt remplacés par de nouveaux arrivants.

## Population
Selon Wangpo Bashi, en 2010 la communauté tibétaine en France comprenait environ 700 personnes,.
En 2017, elle comprend environ 2 400 personnes ,.
En 2019, elle comprend environ 8 000 à 10 000 personnes,.

## Restaurants tibétains
Près de 20 restaurants tibétains ont été fondés en France par la diaspora tibétaine, principalement à Paris. Le premier à ouvrir ses portes en 1988 est le « Tashi Delek », fondé par Tsering Dolkar venue d’Inde en France en 1976 comme étudiante et son cousin Tenzin Gyalpo, à proximité de leur boutique tibétaine « La Route du Tibet », rue des Fossés-Saint-Jacques.

## Liste de personnalités françaises d'origine tibétaine
- Éric Charden (1942-2012), chanteur, de mère tibétaine
- Lungtok Choktsang (né en 1966), médecin traditionnel et calligraphe
- Dagpo Rinpotché (né en 1932), lama Guéloug
- Tenzin Gönpo (né en 1955), musicien
- Guendune Rinpoché (v. 1918-1997), lama Kagyu
- Guéshé Lobsang Tengyé (né en 1927), lama Guéloug
- Samten G. Karmay (né en 1936), historien
- Tenzin Kunchap (né en 1968), écrivain
- Chabdak Lhamo Kyab (né en 1963), enseignant et député
- Gurgon Kyap (1971-2016), acteur
- Loungri Namgyél Rinpoché (né en 1927), lama Guéloug
- Mogchok Rinpoché (né v. 1954), lama Rimé
- Ngodup Dorjee (né en 1956), représentant du Bureau du Tibet à Paris
- Péma Wangyal Rinpoché (né en 1947), lama Nyingma
- Phendé Rinpoché (né en 1934), lama Satya
- Thoupten Phuntshog (1923-2014), moine Guéloug
- Tashi Phuntsok (né en 1958), représentant du Bureau du Tibet à Paris
- Kalshang Dolma Rangeard (née en 1968), femme politique
- Dawa Thondup (né en 1953), représentant du Bureau du Tibet à Paris
- Tsouglag Mawéi Wangchoug (1912-1991), lama Kagyu
- Tshering Wangdu (né en 1970), musicien
- Aphur Yongden (1899-1955), lama Kagyu
- Tinlay Choedon Dewatshang (1957-), femme d'affaires et femme politique